# Mas Duran (Sant Quirze del Vallès)
Mas Duran és una masia de Sant Quirze del Vallès (Vallès Occidental) inclosa a l'Inventari del Patrimoni Arquitectònic de Catalunya.

## Descripció
Situada en un dels extrems de la població, l'antiga masia té planta rectangular i coberta a quatre vessants i consta de planta baixa, pis i golfes. La façana d'accés, d'estructura simètrica, mostra a la planta baixa un portal adovellat d'arc de mig punt i a la dreta, una finestra d'arc escarser. Al primer pis, hi ha tres finestres rectangulars i a les golfes, quatre petites obertures. Els brancals i les llindes de les obertures són de pedra, mentre que la resta de la façana és de paredat, arrebossat. Les façanes laterals i posterior mostren obertures allindanades distribuïdes asimètricament.

## Història
Antiga masia bastida probablement durant el segle xviii en una zona que fins fa pocs anys era de conreus i que actualment, ha quedat incorporada al nucli urbà. Perdut el seu caràcter agrícola, ara està destinada a punt de venda de pisos (Mas Duran, S.A.), en una zona d'expansió urbana.